# Dutch John
Dutch John är en ort i Daggett County i Utah. Orten fick sitt namn efter John Honselena, en tysk invandrare. I Dutch John finns Dutch John Family History Center. Orten hade 145 invånare enligt 2010 års folkräkning.